# Liste der Monuments historiques in Charny (Seine-et-Marne)
Die Liste der Monuments historiques in Charny (Seine-et-Marne) führt die Monuments historiques in der französischen Gemeinde Charny auf.

## Liste der Objekte
Zum Verständnis siehe: Kirchenausstattung
| Bezeichnung          | Beschreibung                    | Standort                      | Kennzeichnung | Schutzstatus | Datum | Bild |
| -------------------- | ------------------------------- | ----------------------------- | ------------- | ------------ | ----- | ---- |
| Altar mit Tabernakel | Holz, Ende des 17. Jahrhunderts | in der Kirche St-Léger (Lage) | PM77000319    | Classé       | 1972  |      |